# Tecnologias Cívicas
Tecnologias Cívicas, ou Tecnologias Colaborativas, são tecnologias que trazem em sua essência a o convite aberto à participação de qualquer pessoa que queira contribuir com sua construção ou melhoria, sem a necessidade de qualquer tipo de permissão, autorização ou licença, e de forma gratuita. O colaborador em questão não é normalmente proprietário do recurso construído, e sua contribuição poderá vir a ser incrementada, melhorada ou mesmo modificada por contribuições de outros colaboradores. Um forte exemplo deste tipo de tecnologia é a própria Wikipedia.
Segundo Jonathan Zittrain, o crescimento ou desenvolvimento de uma tecnologia colaborativa depende diretamente da qualidade e integridade dos colaboradores que participam de sua construção. O convite a esta colaboração é aberto a muitas pessoas. Refere-se à possibilidade de realizar eventos cívicos no âmbito das tecnologias da informação (TIC): o voto eleitoral, a interação entre as esferas políticas e a sociedade em geral, as consultas dos cidadãos, são alguns exemplos dessa nova tendência.

## Breve Histórico
Antes do surgimento das tecnologias colaborativas, a administração da informação era restrita aos especialistas, onde cidadãos comuns até poderiam saber qual o problema a ser resolvido, mas a responsabilidade da resolução destes problemas era restrita a estes especialistas. Os primeiros computadores, como o leitor de cartões perfurados de Herman Hollerith, utilizado para calcular o censo nos Estados Unidos em 1890, bem como as gerações de máquinas seguintes da IBM, por exemplo, eram manipuladas somente por especialistas, que detinham a responsabilidade de resolver o problema dado a um custo, o do aluguel das máquinas. Desta forma, este modelo sempre prevê a cobrança de um valor pelo acesso à tecnologia, além de excluir o cidadão comum do processo administrativo da informação, caracterizando um modelo não colaborativo.
No século seguinte surge um novo modelo, tecnologias produzidas para consumo, porém, não reprogramáveis. Forneciam ao usuário algum poder limitado, mas ainda era bastante restrito àquilo que os produtores acreditavam que era o que o usuário esperava da tecnologia. As máquinas produzidas neste período, da forma como chegavam ao consumidor, assim estavam quando caíam em desuso, pois nenhuma funcionalidade lhes era acrescentada. Logo que eram ligadas, um menu inicial aparecia com tudo aquilo o que o fabricante acreditava que interessava ao consumidor, e o usuário estava limitado ao que estava contido neste menu. Um exemplo deste tipo de tecnologia era a máquina de escrever .
Posteriormente, Steve Jobs, ao lançar o Apple II , no final da década de 70, apresenta um computador que tinha como tela inicial apenas um cursor piscando em lugar de um menu inicial limitado pelo fabricante. Embora fosse requerido ainda um bom nível de conhecimento técnico por parte do usuário, este tinha agora mais possibilidades de uso da tecnologia além daquelas que o fabricante imaginou. Era possível até mesmo expandir a usabilidade deste computador pelo desenvolvimento de aplicativos Desktop, pois sua plataforma estava aberta para que qualquer pessoa pudesse desenvolver uma aplicação para o Apple II, inclusive para fins lucrativos. Desta forma, Bob Frankston e Dan Bricklin desenvolveram o VisiCalc , a primeira planilha eletrônica para esta plataforma, o que aumentou significativamente as vendas do Apple II, fato que veio a surpreender a própria Apple, levando-a a realizar uma pesquisa para compreender a razão da súbita explosão das vendas.
A partir deste ponto muitas tecnologias, sobretudo o computador pessoal, vieram a se tornar, pouco a pouco, mais colaborativas. Tem-se atualmente uma infinidade de aplicações ‘’desktop’’ desenvolvidas nas mais diversas plataformas, muitas vezes, por cidadãos comuns, e muitas vezes sem fins lucrativos. O surgimento de linguagens de programação de alto nível, mais simples de programar, veio a possibilitar que pessoas de menor conhecimento técnico pudessem construir aplicativos, contribuindo assim para que tecnologias como os computadores pessoais assumissem ainda mais o perfil de uma tecnologia colaborativa. Além disso, aplicativos ou as próprias linguagens de programação têm evoluído, muitas vezes, de forma colaborativa, como o desenvolvimento de bibliotecas ou aplicações de código aberto (Open Source), que fornecem o código fonte e permitem modificações sobre este código.

## Tecnologia Colaborativa e a Internet
A internet sofreu um processo muito similar ao dos computadores. Antes o acesso à internet era fornecido por provedores que também limitavam o acesso sobre a rede, se comparado com a facilidade de acesso aos recursos da internet que se tem hoje. Na tela de abertura a primeira tela que se via era a de login, seguida de outra tela com o menu inicial, que também continha tudo aquilo que o provedor acreditava que o usuário esperava de um acesso à internet. Havia o esforço por parte do provedor para tornar a experiência do usuário o mais agradável possível, mas ainda este menu inicial representava uma limitação imposta ao acesso do usuário à rede. Além disso, pouco se podia acrescentar à internet se este usuário não fosse um especialista.
Com o passar do tempo o quadro foi mudando. Linguagens de marcadores, como o HTML, facilitaram a criação de páginas para usuários de menor conhecimento técnico. Além disso, o que se viu nos anos seguintes foi uma gradual substituição da forma de acesso à informação da rede via software de provedor por serviços e projetos conectados à internet que podiam ser acessados por todos, e que possibilitaram aos usuários comuns serem também produtores de informação na rede, como blogs, fóruns e redes sociais como o Orkut e o Facebook, por exemplo. Desta forma a internet veio a quebrar o paradigma do controle da informação ser exercido por especialistas, concedendo a usuários comuns não somente um poderoso acesso à informação, mas, sobretudo, a capacidade de colaborar com a construção e manutenção desta informação. 
Partindo desta idéia veio a surgir o termo wiki como forma de designar uma coleção de documentos em hipertexto onde é permitida a edição coletiva, ou ainda como uma referência ao software colaborativo que é utilizado na edição destes documentos. Um exemplo deste tipo de tecnologia colaborativa é o Wikipedia: “um projeto de enciclopédia multilíngüe livre, baseada na web, colaborativa, e sem fins lucrativos”, segundo a sua própria definição.

## Confiabilidade
Discussões sobre a confiabilidade de uma tecnologia colaborativa surgem com freqüência, pois é intuitivo acreditar que algo que seja alterável por todo aquele que queira fazê-lo esteja altamente sujeito a erros, pois qualquer pessoa, seja por baixo nível de conhecimento sobre o tema, ou por puro vandalismo, pode vir a dar contribuições contendo erros. Mas o que normalmente acontece é que o mesmo processo de criação colaborativa (wiki) também impõe um processo de defesa civil, onde, de forma similar, o sistema, pelas modificações de seus colaboradores legítimos, tem a capacidade de se recuperar de erros.
No caso do Wikipedia, o que normalmente acontece quando uma edição errônea ou um caso de vandalismo ocorre é que o erro é corrigido com rapidez por outros usuários, fato que lhe concede mais confiabilidade. Além disso, um conjunto de regras bem definido vem a regularizar a criação e edição de seus artigos, havendo também sistemas de filtros que eliminam artigos que não estão segundo estas normas.
No contexto da análise da funcionalidade do paradigma colaborativo, o projeto tweenbots induz à crença de que idéias colaborativas podem ser de fato funcionais, desde que mais e mais pessoas compreendam-nas e participem delas. Neste projeto robôs de papelão são colocados em lugares distintos da cidade carregando instruções que apontam um lugar específico para onde eles devem ser carregados. Muito embora existam possibilidades de algo dar errado, pois os robôs de papelão poderiam ser ignorados, ou mesmo acreditar que se trata de algum tipo de ameaça à segurança pública, como uma bomba ou algo similar, eles acabavam chegando ao destino, passando normalmente pelas mãos de muitas pessoas.

## Segurança
Tão logo um sistema de comunicação cresce de valor pelo aumento do número de usuários (Lei de Metcalfe), esta mesma popularidade pode atrair pessoas mal intencionadas, que vêem em seus benefícios uma forma mais fácil de cometerem crimes. Desta forma, redes sociais são usadas para prejudicar usuários das mais diversas formas, ou aplicações de compartilhamento de arquivos ferem direitos autorais, ou ainda se usa a internet para divulgação de conteúdo depreciativo ou ilegal.
Neste contexto, projetos, tratados e leis têm sido criados na tentativa de combater estes males, sobretudo o combate à pirataria, como, por exemplo, PIPA, SOPA e ACTA. Estas iniciativas, entretanto, estão causando discussões entre os críticos, principalmente sobre o impacto que podem causar sobre a natureza colaborativa da internet, sobre a liberdade de acesso de seus usuários e sobre a sua privacidade.